# Субъективное семантическое пространство
Субъективное семантическое пространство — психологически термин, означающий 1) многомерное метрическое пространство описания стимула (значения); 2) форма представления категориальной структуры индивидуального сознания в виде математического пространства.
Субъективные семантические пространства называют операциональным языком психосемантики. Значение (стимул) отображается как точка или вектор с заданными координатами внутри математического пространства, представленного осями — универсальными категориями-факторами. Примером таких универсальных (инвариантных) по отношению к языку респондентов категорий, задающих семантическое пространство, являются «Оценка (Evaluation)», «Сила (Potency)» и «Активность (Activity)». Размерность семантического пространства равна «числу независимых векторов, образующих базис этого пространства». Семантический анализ исходных значений на языке общих категорий-факторов (координатные оси метрического пространства) позволяет получать качественные (содержательные) и количественные (проекции вектора значения на координатные оси) данные о степени семантического сходства анализируемых значений.

## Построение субъективного семантического пространства
Процесс построения семантического пространства состоит из трёх последовательных этапов.

### Выделение семантических связей
Первый этап построения субъективного семантического пространства связан с выделением семантических связей анализируемых объектов (понятий, символов, изображений и т. д.). В экспериментальной психосемантике, психолингвистике в качестве основных методик выделения семантических связей используются:
- ассоциативный эксперимент;
- субъективное шкалирование, когда испытуемые выносят суждение о сходстве объектов (значений) с помощью некоторой градуальной шкалы;
- семантический дифференциал (метод разработан Чарльзом Осгудом в 1955 г.), состоящий из набора биполярных шкал, заданных антонимичными прилагательными (например, приятный-противный, сильный-слабый и тд.), по которым испытуемые оценивают объект (значение), выбирая полюс шкалы и отмечая выраженность этого качества у оцениваемого объекта[2];
- метод подстановки, где мерой сходства (семантической близости) слов выступает количество контекстов, в которых эти слова могут быть заменены друг другом;
- метод классификации (сортировки);
- метод семантического радикала — условно-рефлекторные методики, в которых семантические связи устанавливаются на основе генерализации выработанного условного рефлекса;
- свободное описание изображений-стимулов (чёрно-белые геометрические изображения, созданные Е. Ю. Артемьевой).[5] Набор изображений-стимулов активно используется для фиксации профессиональных различий в описании объектов в дифференциальной психологии профессий и организационной психологии.[6]

### Определение структуры семантического пространства
Задачей второго этапа построения субъективного семантического пространства является выделение факторной структуры, лежащей в основе матрицы сходства объектов. Этот шаг предусматривает уменьшение числа исследуемых переменных, сведение их в некоторые категории-факторы. Наиболее широко используемыми процедурами интеграции (редукции) исходных данных выступают факторный анализ, кластерный анализ. Этап математической обработки не производит «лишние данные», а позволяет представить исходные данные в компактной, структурированной форме, удобной для дальнейшего анализа на третьем этапе.

### Интерпретация
На последнем этапе построения субъективного семантического пространства происходит идентификация, интерпретация выделенных факторных структур, кластеров и т. д., описывающих изучаемую предметную область.